# Kate Mulgrew

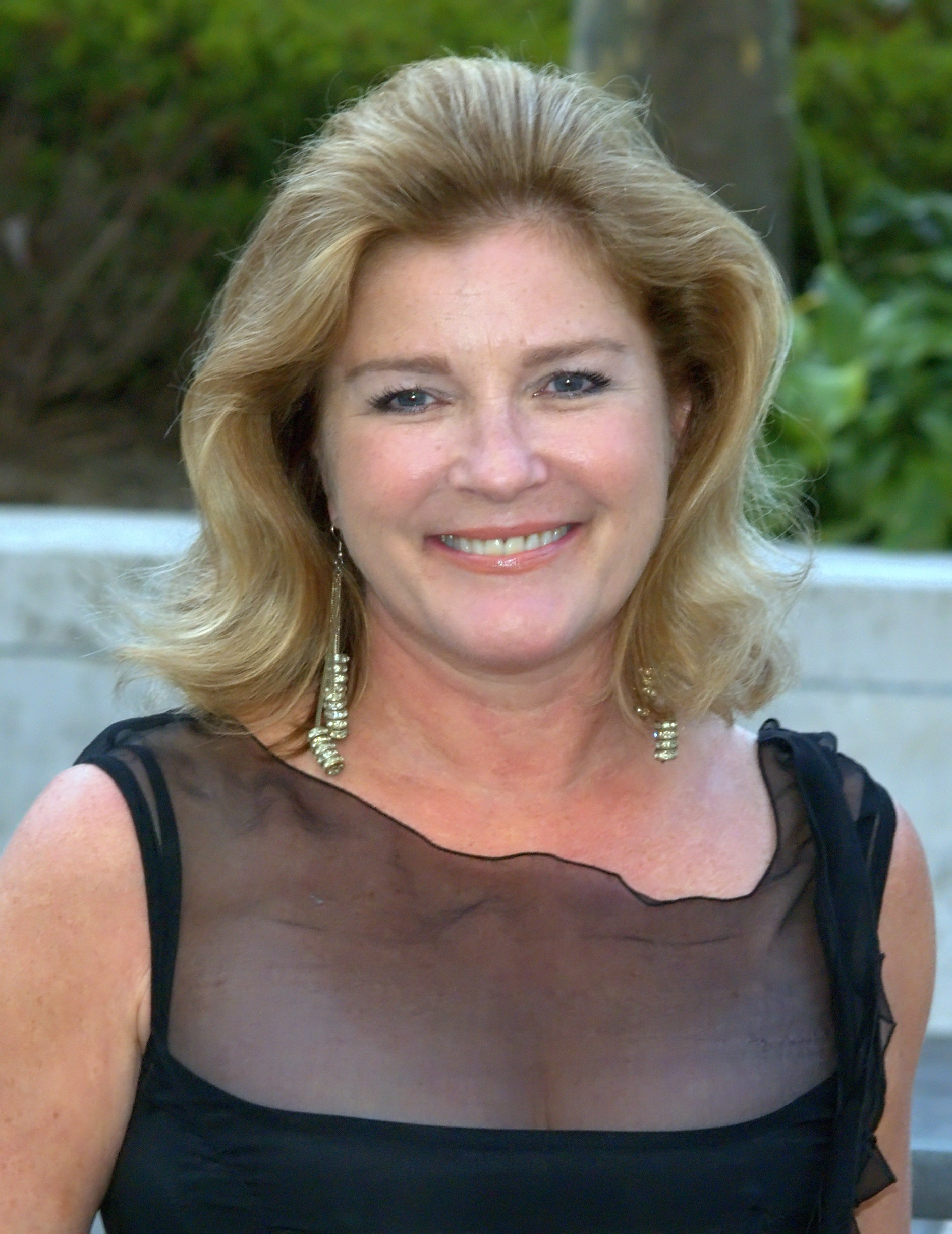
Kate Mulgrew la Shankbone Metropolitan Opera în 2009

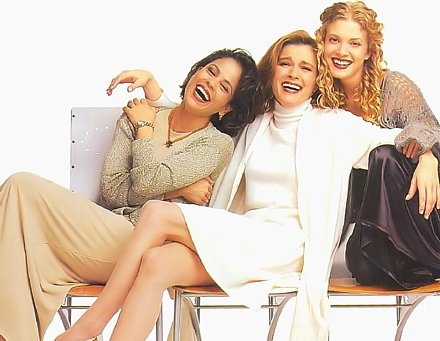
Kate Mulgrew cu actrița Voyager Roxann Dawson și Jennifer Lien (1995)

Katherine Kiernan Maria Mulgrew (n. 29 aprilie 1955, Dubuque⁠(d), Iowa, SUA) este o actriță americană. Este cel mai cunoscută pentru rolul cpt. Kathryn Janeway în Star Trek: Voyager și Galina „Res” Reznikov în Orange Is the New Black. Ea a atras atenția pentru prima dată ca Mary Ryan în serialul Ryan's Hope. Mulgrew a primit premiul Asociației Criticilor de Film, premiul Saturn, premiul Obie și trei premii ale Sindicatului Actorilor. Ea a avut, de asemenea, nominalizări la premiile Globul de Aur și Emmy.

## Filmografie

### Film
| An   | Titlu                                        | Rol                     | Note        |
| ---- | -------------------------------------------- | ----------------------- | ----------- |
| 1981 | Lovespell                                    | Isolt                   |             |
| 1982 | A Stranger Is Watching                       | Sharon Martin           |             |
| 1985 | Remo Williams: The Adventure Begins          | Maj. Rayner Fleming     |             |
| 1987 | Throw Momma from the Train                   | Margaret Donner         |             |
| 1992 | Round Numbers                                | Judith Schweitzer       |             |
| 1994 | Camp Nowhere                                 | Rachel Prescott         |             |
| 1995 | Captain Nuke and the Bomber Boys             | Mrs. Pescoe             |             |
| 2002 | Star Trek: Nemesis                           | Admiral Kathryn Janeway | Cameo       |
| 2004 | Star Trek: The Experience - Borg Invasion 4D | Admiral Kathryn Janeway |             |
| 2005 | Perception                                   | Mary                    |             |
| 2008 | The Response                                 | Colonel Simms           | Scurtmetraj |
| 2010 | The Best and the Brightest                   | The Player's Wife       |             |
| 2012 | Flatland 2: Sphereland                       | Over-Sphere             |             |
| 2013 | Drawing Home                                 | Edith Morse Robb        |             |
| 2014 | The Principle                                | Narator                 | Documentar  |

### Televiziune
| An        | Titlu                                    | Rol                               | Note                                                                |
| --------- | ---------------------------------------- | --------------------------------- | ------------------------------------------------------------------- |
| 1975      | The Wide World of Mystery                | Susan                             | Episodul: "Alien Lover"                                             |
| 1975–1978 | Ryan's Hope                              | Mary Ryan Fenelli                 | 409 episoade                                                        |
| 1976      | The American Woman: Portraits of Courage | Deborah Sampson                   | Film de televiziune                                                 |
| 1978      | The Word                                 | Tony Nicholson                    | Film de televiziune                                                 |
| 1978      | Dallas                                   | Garnet McGee                      | Episodul: "Triangle"                                                |
| 1979      | Jennifer: A Woman's Story                | Joan Russell                      | Film de televiziune                                                 |
| 1979–1980 | Mrs. Columbo                             | Kate Callahan Columbo             | 13 episoade                                                         |
| 1980      | A Time for Miracles                      | Mother Elizabeth Bayley Seton     | Film de televiziune                                                 |
| 1981      | The Manions of America                   | Rachel Clement                    | 3 episoade                                                          |
| 1984      | Jessie                                   | Maureen McLaughlin                | Episodul: "McLaughlin's Flame"                                      |
| 1986      | St. Elsewhere                            | Helen O'Casey                     | 2 episoade                                                          |
| 1986      | Cheers                                   | Janet Eldridge                    | 3 episoade                                                          |
| 1986      | Carly Mills                              | Carly Mills                       | Film de televiziune                                                 |
| 1986      | My Town                                  | Laura Adams                       | Film de televiziune                                                 |
| 1987      | Roses Are for the Rich                   | Kendall Murphy                    | Film de televiziune                                                 |
| 1987      | Hotel                                    | Leslie Chase                      | Episodul: "Reservations"                                            |
| 1987      | Murder, She Wrote                        | Sonny Greer                       | Episodul: "The Corpse Flew First Class"                             |
| 1988      | Roots: The Gift                          | Hattie Carraway                   | Film de televiziune                                                 |
| 1988–1989 | HeartBeat                                | Dr. Joanne Halloran               | 18 episoade                                                         |
| 1991      | Daddy                                    | Sarah Watson                      | Film de televiziune                                                 |
| 1991      | Fatal Friendship                         | Sue Bradley                       | Film de televiziune                                                 |
| 1991–1992 | Man of the People                        | Mayor Lisbeth Chardin             | 10 episoade                                                         |
| 1992      | Murphy Brown                             | Hillary Wheaton                   | Episodul: "On the Rocks"                                            |
| 1992      | Murder, She Wrote                        | Joanna Rollins                    | Episodul: "Ever After"                                              |
| 1992–1995 | Batman: The Animated Series              | Red Claw (voce)                   | 3 episoade                                                          |
| 1992      | The Pirates of Dark Water                | Cressa (voce)                     | 4 episoade                                                          |
| 1993      | For Love and Glory                       | Antonia Doyle                     | Film de televiziune                                                 |
| 1994      | Murder, She Wrote                        | Maude Gillis                      | Episodul: "The Dying Game"                                          |
| 1994      | Mighty Max                               | Isis (voce)                       | Episodul: "The Mommy's Hand"                                        |
| 1994–1995 | Aladdin                                  | Queen Hippsodeth (voce)           | 2 episoade                                                          |
| 1995–2001 | Star Trek: Voyager                       | Kathryn Janeway                   | 170 episoade                                                        |
| 1996      | Gargoyles                                | Titania / Anastasia Renard (voce) | 3 episoade                                                          |
| 1996      | Gargoyles: The Goliath Chronicles        | Titania (voce)                    | Episodul: "For It May Come True"                                    |
| 1998      | Riddler's Moon                           | Victoria Riddler                  | Film de televiziune                                                 |
| 1999      | Star Trek: Voyager                       | Shannon O'Donnel                  | Episodul: "11:59". Dual role as one of Kathryn Janeway's ancestors. |
| 2006      | Law & Order: Special Victims Unit        | Donna Geysen                      | Episodul: "Web"                                                     |
| 2007      | The Black Donnellys                      | Helen Donnelly                    | 9 episoade                                                          |
| 2009–2010 | Mercy                                    | Mrs. Jeannie Flanagan             | 10 episoade                                                         |
| 2011–2013 | Warehouse 13                             | Jane Lattimer                     | 6 episoade                                                          |
| 2011–2013 | NTSF:SD:SUV::                            | Kove                              | 34 de episoade                                                      |
| 2013–2019 | Orange Is the New Black                  | Galina "Red" Reznikov             | 85 de episoade                                                      |
| 2015      | American Dad!                            | June Rosewood (voce)              | Episodul: "A Star Is Reborn"                                        |
| 2015      | I Live with Models                       | Joanna Vermouth                   | Episodul: "Editor"                                                  |
| 2015      | Teenage Mutant Ninja Turtles             | General Zera (voce)               | Episodul: "Half Shell Heroes: Blast to the Past"                    |
| 2017–2018 | Stretch Armstrong and the Flex Fighters  | Dr. C (voce)                      | 15 episoade                                                         |
| 2019      | Mr. Mercedes                             | Alma Lane                         | 9 episoade                                                          |
| 2019–2020 | Infinity Train                           | The Cat/Samantha (voce)           | 6 episoade                                                          |
| 2021      | Star Trek: Prodigy                       | Captain Kathryn Janeway           | Pre-producție                                                       |

### Teatru
| An        | Titlu                                           | Rol                      | Note                                                 |
| --------- | ----------------------------------------------- | ------------------------ | ---------------------------------------------------- |
| 1975      | Our Town                                        | Emily Webb               | American Shakespeare Theatre, Stratford, Connecticut |
| 1976      | Absurd Person Singular                          | Eva Jackson              |                                                      |
| 1977      | Uncommon Women and Others                       | Kate Quin                | Eugene O'Neill Theater Center                        |
| 1978      | Othello                                         | Desdemona                | Hartman Theater Company                              |
| 1980      | Chapter Two                                     | Jennie Malone            | Coachlight Dinner Theater                            |
| 1981–1982 | Another Part of the Forest                      | Regina Hubbard           | Seattle Repertory Theatre                            |
| 1982      | Major Barbara                                   | Major Barbara Undershaft | Seattle Repertory Theatre                            |
| 1982      | Cat on a Hot Tin Roof                           | Margaret                 | Syracuse Stage, New York                             |
| 1983      | The Ballad of Soapy Smith                       | Kitty Strong             | Seattle Repertory Theatre                            |
| 1984      | The Philadelphia Story                          | Tracy Lord               | Alaska Repertory Theatre                             |
| 1984      | The Misanthrope                                 | Celimene                 | Seattle Repertory Theatre                            |
| 1985      | Measure for Measure                             | Isabella                 | Center Theatre Group, Los Angeles                    |
| 1986      | Hedda Gabler                                    | Hedda Gabler             | Center Theatre Group, Los Angeles                    |
| 1986      | The Real Thing                                  | Charlotte                | Center Theatre Group, Los Angeles                    |
| 1987      | The Film Society                                | Nan Sinclair             | The Los Angeles Theater Center                       |
| 1989      | Titus Andronicus                                | Tamora                   | New York Shakespeare Festival                        |
| 1990      | Aristocrats                                     | Alice                    | Center Theater Group, Los Angeles                    |
| 1992      | What the Butler Saw                             | Mrs. Prentice            | La Jolla Playhouse                                   |
| 1993      | Black Comedy                                    | Clea                     | Roundabout Theatre Company, New York                 |
| 2002      | Dear Liar                                       | Mrs. Patrick Campbell    | Youngstown State University                          |
| 2003      | Tea at Five                                     | Katharine Hepburn        |                                                      |
| 2004      | Tea at Five                                     | Katharine Hepburn        |                                                      |
| 2004      | Mary Stuart                                     | Mary Stuart              | Classic Stage Company, New York                      |
| 2005      | Tea at Five                                     | Katharine Hepburn        |                                                      |
| 2006      | The Exonerated                                  | Sunny Jacobs             | Riverside Studios, London, England                   |
| 2007      | Our Leading Lady                                | Laura Keene              | Manhattan Theatre Club at New York City Center       |
| 2007      | Iphigenia                                       | Clytemnestra             | Signature Theatre Company                            |
| 2008      | Farfetched Fables and The Fascinating Foundling | Anastasia                | Project Shaw Reading - The Players Club - New York   |
| 2008      | The American Dream and The Sandbox              | Mommy                    | Cherry Lane Theatre, New York                        |
| 2008–2009 | Equus                                           | Hesther Saloman          | Broadhurst Theatre, New York                         |
| 2019      | The Half-Life of Marie Curie                    | Hertha Ayrton            | Minetta Lane Theatre                                 |

### Jocuri video
| An   | Titlu                            | Rol                     |
| ---- | -------------------------------- | ----------------------- |
| 1997 | Star Trek: Captain's Chair       | Capt. Kathryn Janeway   |
| 2000 | Star Trek: Voyager – Elite Force | Capt. Kathryn Janeway   |
| 2002 | Run Like Hell                    | Dr. Mek                 |
| 2003 | Lords of EverQuest               | Lady Kreya              |
| 2006 | Star Trek: Legacy                | Admiral Kathryn Janeway |
| 2009 | Dragon Age: Origins              | Flemeth                 |
| 2011 | Dragon Age II                    | Flemeth                 |
| 2014 | Dragon Age: Inquisition          | Flemeth                 |

## Legături externe
- Site web oficial
- Kate Mulgrew la Internet Movie Database
- en Kate Mulgrew la Internet Broadway Database
- Mulgrew&middle= Kate Mulgrew la Internet Off-Broadway Database
- Kate Mulgrew la TCM Movie Database
- Kate Mulgrew la Allmovie